# Rabat-Salé-Kénitra
Die Region Rabat-Salé-Kénitra (arabisch الرباط - سلا - القنيطرة, marokkanisches Tamazight ⵕⵕⴱⴰⵟ-ⵙⴰⵍⴰ-ⵍⵇⵏⵉⵟⵕⴰ Rrbat‑Sala‑Lqnitra) ist eine der – nach einer Verwaltungsreform im Jahr 2015 neuentstandenen – 12 Regionen Marokkos und erstreckt sich im Nordwesten des Königreichs. Der Name der Region leitet sich ab von den drei großen Städten Rabat, Salé und Kenitra. Die Hauptstadt der Region ist die Stadt Rabat.

## Bevölkerung
In der gesamten Region Rabat-Salé-Kénitra leben etwa 4,580 Millionen Menschen arabischer und berberischer Abstammung auf einer Fläche von rund 17.500 km². Ca. 1,382 Millionen Menschen leben in ländlichen Gebieten (communes rurales), ca. 3,198 Millionen Personen leben in Städten (municipalités).

## Provinzen
Die Region besteht aus folgenden Präfekturen und Provinzen, deren Hauptstädte denselben Namen haben:
- Provinz Kénitra
- Provinz Khémisset
- Präfektur Rabat
- Präfektur Salé
- Provinz Sidi Kacem
- Provinz Sidi Slimane
- Präfektur Skhirate-Témara

## Forschung
In Marchouch besteht ein Forschungszentrum von ICARDA für die Entwicklung von Linsensorten.